# Drame de Wynendaele

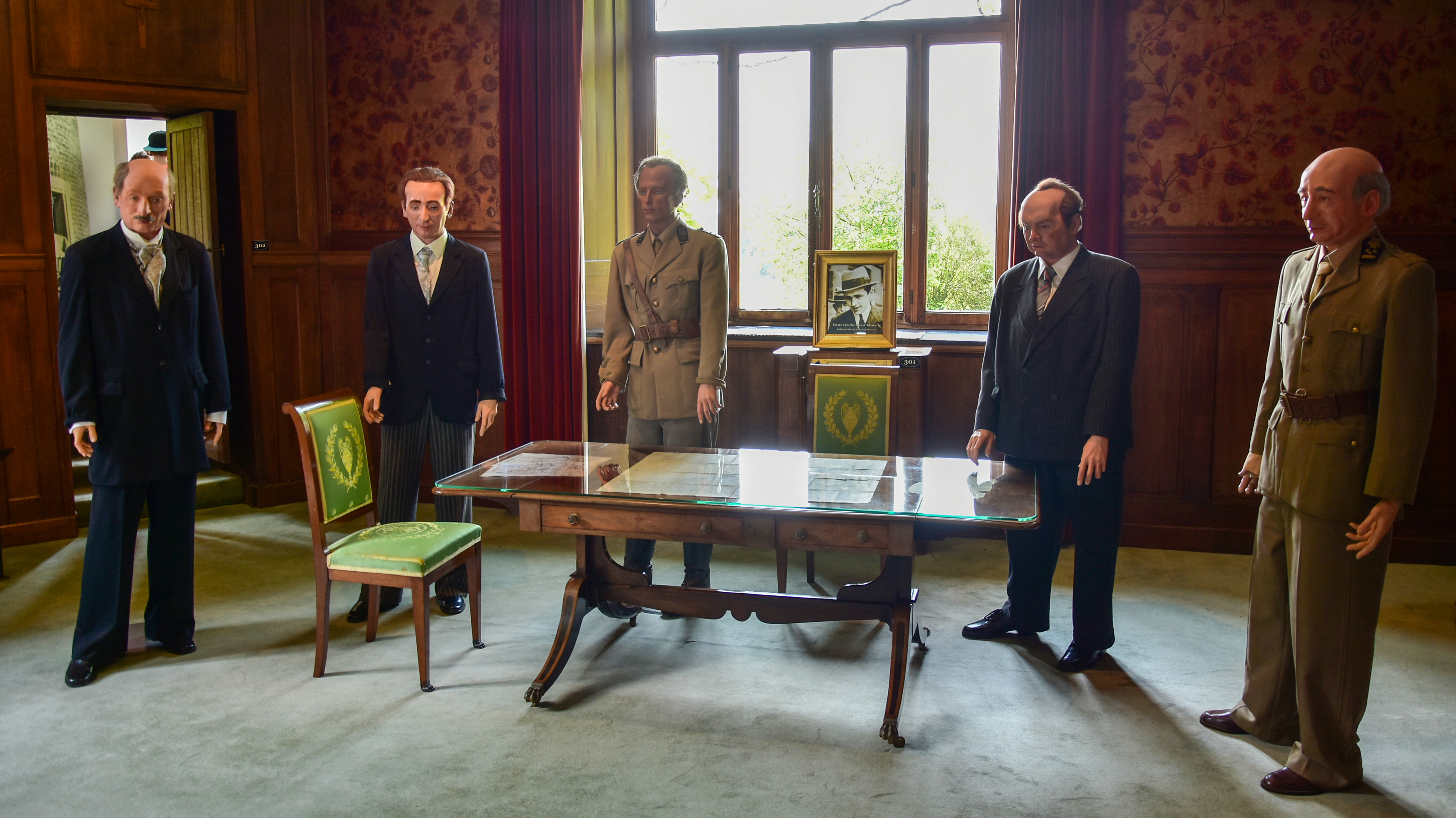
Representation de l'entrevue entre le roi Léopold III et ses ministres au château de Wynendaele, à l'issue duquel le roi refuse de suivre ceux-ci hors du territoire national.

Le drame de Wynendaele ou l'entrevue de Wynendaele est un épisode de la Seconde Guerre mondiale en Belgique, s'étant passé le 25 mai 1940 au château de Wynendaele, dans la province de Flandre-Occidentale.
Il s'agit d'une entrevue entre le roi des Belges, Léopold III et ses principaux ministres : Hubert Pierlot, le Premier ministre, Paul-Henri Spaak, le ministre des Affaires étrangères, Arthur Vanderpoorten, le ministre de l'Intérieur et Henri Denis, le ministre de la Défense. À l'issue de celle-ci, le roi refuse de suivre ceux-ci hors du territoire national.

## Contexte
Léopold III constate que les Alliés sont battus et que la petite armée britannique prépare son rembarquement sans que rien ne soit prévu pour sauver au moins une partie de l'armée belge, laquelle parvient pourtant à arrêter l'armée allemande pendant quatre jours durant la bataille de la Lys. Le roi prend dès lors la décision de rester au pays avec l'armée vaincue, espérant que, par la seule force morale de sa présence en Belgique, il pourra s'opposer aux abus que l'Allemagne ne va pas manquer de commettre en Belgique comme elle l'avait déjà fait pendant la Première Guerre mondiale. Mais les ministres estiment pour leur part que la situation militaire alliée n'est pas irrémédiablement compromise. Pourtant, le roi veut se poser en obstacle, au moins passif, aux entreprises des Allemands de diviser la Belgique comme ils l'avaient fait en 1914-18. Entre le roi et les ministres éclate un différend, Spaak et Pierlot contestant violemment le choix du roi sans parvenir à le convaincre de quitter le pays. Le roi considère qu'il ne peut laisser croire qu'il trahit l'obligation constitutionnelle de défenseur de l'indépendance et de l'intégrité nationales comme l'y a engagé son serment d'intronisation de 1934. Les deux ministres quittent la Belgique, laissant le roi seul à Wynendaele où il prend connaissance des conditions allemandes de reddition de l'armée apportées par le parlementaire qui avait été envoyé à l'ennemi ainsi que du début de l'occupation allemande de la Belgique pendant la Seconde Guerre mondiale.
C'est un des épisodes qui vont déclencher la question royale, après la guerre.